# Romain Collenot-Spriet
Pour les articles homonymes, voir Collenot et Spriet.
Romain Collenot-Spriet (né le 9 janvier 1992 à Chambray-lès-Tours) est un athlète français spécialiste du 3 000 mètres steeple et du cross-country. Licencié à l'AJ Blois-Onzain et entraîné par Thierry Girardin, il mesure 1,85 m pour 78 kg.

## Biographie

### Vie personnelle
Étudiant en médecine, il met ses études en pause en 2014, alors qu'il est en 4e année et qu'il débute l'externat. Il attaque alors une licence en économie pour continuer de s'entraîner correctement.
Passionné d'économie, il s'engage aux régionales en 2015 en tant que candidat non encarté au sein de l'équipe de François Bonneau, président PS de la région Centre-Val de Loire, et Marc Gricourt, maire de Blois.

## Carrière professionnelle
En catégorie junior, il remporte les titres de champion de France de cross et de 1500m steeple. Lors de son premier 10km, il décroche le record de France en 29min46
Il décroche le titre de vice-champion de France de cross court 2012 lors de sa première année avec les adultes, alors qu'il n'est qu'espoir 1, le 4 mars 2012 à La Roche-sur-Yon. En 2013, il remporte tous les titres en cross: départementaux, régionaux, interrégionaux et France. Il vise un podium lors des Championnats d'Europe Espoirs lors de l'épreuve du 3000m steeple mais il termine quatrième.
Il réalise sa première sélection senior lors des Europe de cross organisé en France et de classe 2e avec l'équipe de France composé de Carvalho, Durand, Amdouni, Bommier et Denissel. Il termine pour sa part 18e.
Pour sa première expérience sur le cross Long il termine 5e des championnats de France 2016.

## Palmarès
| Date | Compétition                                  | Lieu     | Résultat | Épreuve           | Performance   |
| ---- | -------------------------------------------- | -------- | -------- | ----------------- | ------------- |
| 2009 | Festival olympique de la jeunesse européenne | Tampere  | 2e       | 2 000 m steeple   | 5 min 54 s 13 |
| 2010 | Championnats du monde juniors                | Moncton  | 9e       | 3 000 m steeple   | 8 min 56 s 40 |
| 2011 | Championnats d'Europe de cross               | Velenje  | 4e       | Individuel junior |               |
| 2011 | Championnats d'Europe de cross               | Velenje  | 3e       | Par équipe        | 100 pts       |
| 2012 | Championnats d'Europe de Cross               | Budapest | 1er      | Par équipe        | 60 pts        |
| 2013 | Championnats d'Europe Espoirs                | Tampere  | 4e       | 3 000 m steeple   | 8 min 41 s 92 |
| 150  | Championnats d'Europe de Cross               | Hyères   | 2e       | Par équipe        | 55 pts        |

| Date | Compétition                  | Lieu              | Résultat | Épreuve           | Performance |
| ---- | ---------------------------- | ----------------- | -------- | ----------------- | ----------- |
| 2008 | Championnat de France cadet  | Venissieux        | 3e       | 1500m steeple     | 4 min 16    |
| 2009 | Championnat de France cross  | [Aix-les-bains]   | 2e       | cadet             |             |
| 2009 | Championnat de France cadet  | [Evry]            | 1re      | 1500m steeple     | 4 min 10    |
| 2010 | Championnat de France cross  | La roche sur yon  | 3e       | junior            |             |
| 2011 | Championnats de France cross | Paray le monial   | 1re      | Individuel junior |             |
| 2011 | Championnats de France cross | Paray le monial   | 1re      | Par équipe        |             |
| 2012 | Championnats de France cross | La roche sur Yon  | 2e       | cross court       |             |
| 2013 | Championnats de France cross | Lignière en Berry | 1re      | cross court       |             |
| 2014 | Championnats de France élite | Reims             | 3e       | 3000m steeple     |             |
| 2015 | Championnats de France cross | Les mureaux       | 2e       | cross court       |             |
| 2017 | Championnats de France cross | Saint Galmier     | 3e       | cross court       |             |

## Records
| Épreuve                        | Performance   | Lieu                 | Date             |
| ------------------------------ | ------------- | -------------------- | ---------------- |
| 800 mètres                     | 1 min 53      | Vineuil              | 2014             |
| 1 000 mètres                   | 2 min 24      | Blois                | 2012             |
| 1 500 mètres                   | 3 min 47 s 13 | Marseille            | 4 juin 2011      |
| Mile                           | 4 min 16 s 75 | Blois                | 1er octobre 2011 |
| 3 000 mètres (indoor)          | 7 min 59 s 68 | Val-de-Reuil         | 12 février 2013  |
| 2 000 mètres steeple           | 5 min 54 s 13 | Tampere              | 20 juillet 2009  |
| 3 000 mètres steeple           | 8 min 29 s 99 | Sotteville-lès-Rouen | 14 juin 2014     |
| 10 km route (Record de France) | 29 min 46 s   | Houilles             | 18 décembre 2011 |